# Gian-Luca Itter
Gian-Luca Itter (Gießen, 5 januari 1999) is een Duits voetballer die doorgaans speelt als linksback. In juli 2022 verruilde hij SC Freiburg voor Greuther Fürth.

## Clubcarrière
Itter speelde in de jeugd van FC Cleeberg en kwam via Eintracht Frankfurt in de opleiding van VfL Wolfsburg terecht. Zijn professionele debuut in de hoofdmacht maakte hij op 22 september 2017, toen met 2–2 gelijkgespeeld werd tegen Bayern München. Robert Lewandowski (uit een strafschop) en Arjen Robben waren voor rust trefzeker namens Bayern. In de tweede helft zorgden Maximilian Arnold en Daniel Didavi voor het gelijke spel. Itter mocht van coach Martin Schmidt in de basis starten en hij speelde de volledige negentig minuten mee. In de zomer van 2019 verkaste Itter voor een bedrag van circa tweeënhalf miljoen euro naar SC Freiburg. Deze club verhuurde hem in januari 2021 voor anderhalf jaar aan Greuther Fürth. Itter promoveerde in zijn eerste halve seizoen met Greuther Fürth naar de Bundesliga dankzij een tweede plaats op het tweede niveau. Het jaar erop degradeerde de club weer. Itter werd medio 2022 definitief overgenomen door Greuther Fürth en hij tekende voor drie jaar. Zijn die zomer aflopende verbintenis werd in maart 2025 opengebroken en met twee seizoenen verlengd tot medio 2027.

## Clubstatistieken
| Seizoen | Club             | Competitie    | Competitie | Competitie | Beker | Beker | Internationaal | Internationaal | Totaal | Totaal |
| Seizoen | Club             | Competitie    | Wed.       | Dlp.       | Wed.  | Dlp.  | Wed.           | Dlp.           | Wed.   | Dlp.   |
| ------- | ---------------- | ------------- | ---------- | ---------- | ----- | ----- | -------------- | -------------- | ------ | ------ |
| 2017/18 | VfL Wolfsburg    | Bundesliga    | 5          | 0          | 0     | 0     | —              | —              | 5      | 0      |
| 2018/19 | VfL Wolfsburg    | Bundesliga    | 2          | 0          | 0     | 0     | —              | —              | 2      | 0      |
| 2019/20 | SC Freiburg      | Bundesliga    | 3          | 0          | 0     | 0     | —              | —              | 3      | 0      |
| 2020/21 | SC Freiburg      | Bundesliga    | 0          | 0          | 0     | 0     | —              | —              | 0      | 0      |
| 2020/21 | → Greuther Fürth | 2. Bundesliga | 8          | 0          | 1     | 0     | —              | —              | 9      | 0      |
| 2021/22 | → Greuther Fürth | Bundesliga    | 24         | 0          | 0     | 0     | —              | —              | 24     | 0      |
| 2022/23 | Greuther Fürth   | 2. Bundesliga | 19         | 0          | 1     | 0     | —              | —              | 20     | 0      |
| 2023/24 | Greuther Fürth   | 2. Bundesliga | 15         | 0          | 1     | 0     | —              | —              | 16     | 0      |
| 2024/25 | Greuther Fürth   | 2. Bundesliga | 24         | 1          | 2     | 0     | —              | —              | 26     | 1      |
| Totaal  | Totaal           | Totaal        | 100        | 1          | 5     | 0     | 0              | 0              | 105    | 1      |

Bijgewerkt op 2 april 2025.